# Lossimäe
Lossimäe (de naam betekent ‘burchtheuvel’) is een plaats in de Estlandse gemeente Elva, provincie Tartumaa. De plaats heeft de status van dorp (Estisch: küla) en telt 125 inwoners (2021).
Tot in oktober 2017 lag Lossimäe in de gemeente Rõngu. Die gemeente werd in oktober 2017 bij de gemeente Elva gevoegd.
De plaats ligt ca. 2 km ten noordwesten van de plaats Rõngu. De rivier Rõngu stroomt langs het dorp.

## Geschiedenis
In 1413 wordt voor het eerst een burcht Ringen genoemd in de nabijheid van de huidige plaats Lossimäe. De burcht was een zogeheten vazallenburcht, een klein kasteel bedoeld als verdedigingswerk, niet als uitvalsbasis voor militaire operaties. De burcht raakte zwaar beschadigd tijdens de Lijflandse Oorlog en ging definitief verloren tijdens de Pools-Zweedse Oorlog van 1626 tot 1629. Bij Lossimäe zijn nog resten van de burcht te zien. De bezittingen van het kasteel werden in de 15e eeuw een landgoed. De Duitse naam was Ringen, de Estische Rõngu.
Het landgoed werd in 1759 opgedeeld in Suure-Rõngu (‘Groot-Rõngu’) en Väike-Rõngu (‘Klein-Rõngu’). Suure-Rõngu was achtereenvolgens in het bezit van de families Volkov, von Manteuffel en von Anrep. Het landhuis van het landgoed, gebouwd rond 1780 in de directe omgeving van de ruïnes van de burcht, ging in 1917 door een brand verloren. De geodeet Carl Friedrich Tenner (1783-1860) woonde in het landhuis. In 1920 werd het grondgebied van Suure-Rõngu opgedeeld onder kleine boeren. De nederzetting gevormd door hun boerderijen kreeg in 1939 de status van dorp (Estisch: küla). In 1977 werd Suure-Rõngu omgedoopt in Lossimäe.

## Foto's

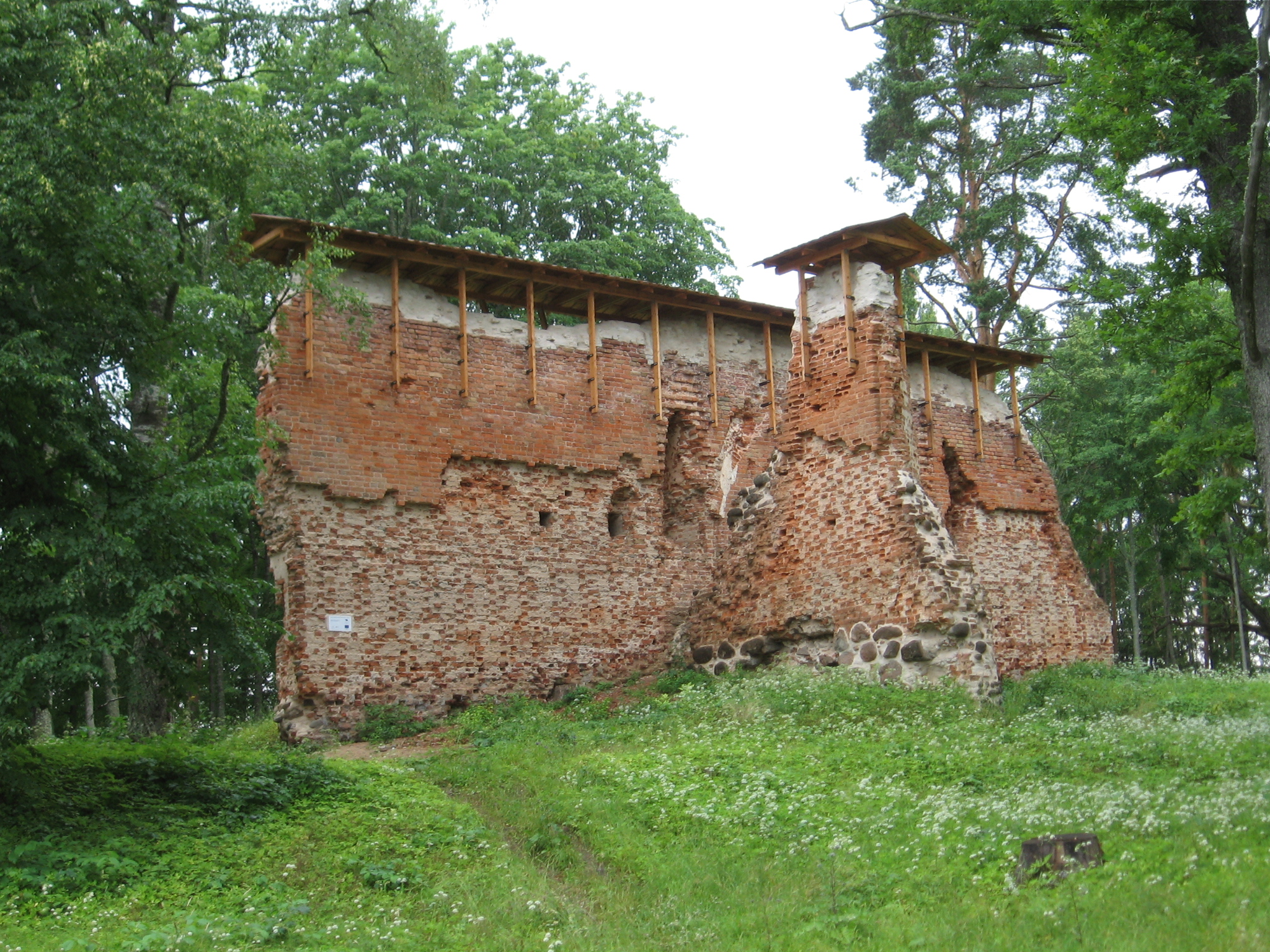
Restant van de burcht
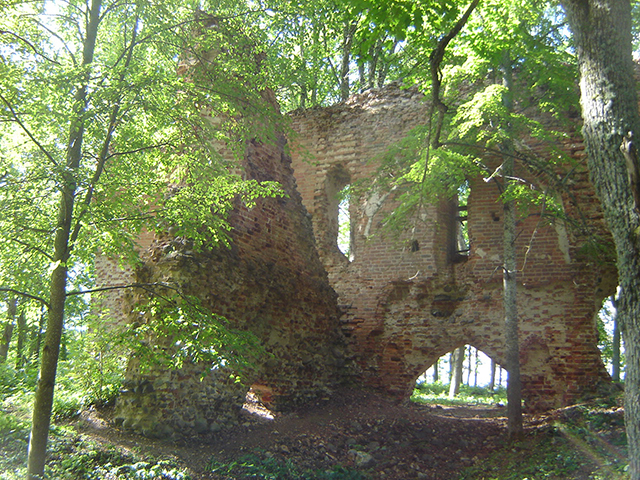
Restant van de burcht
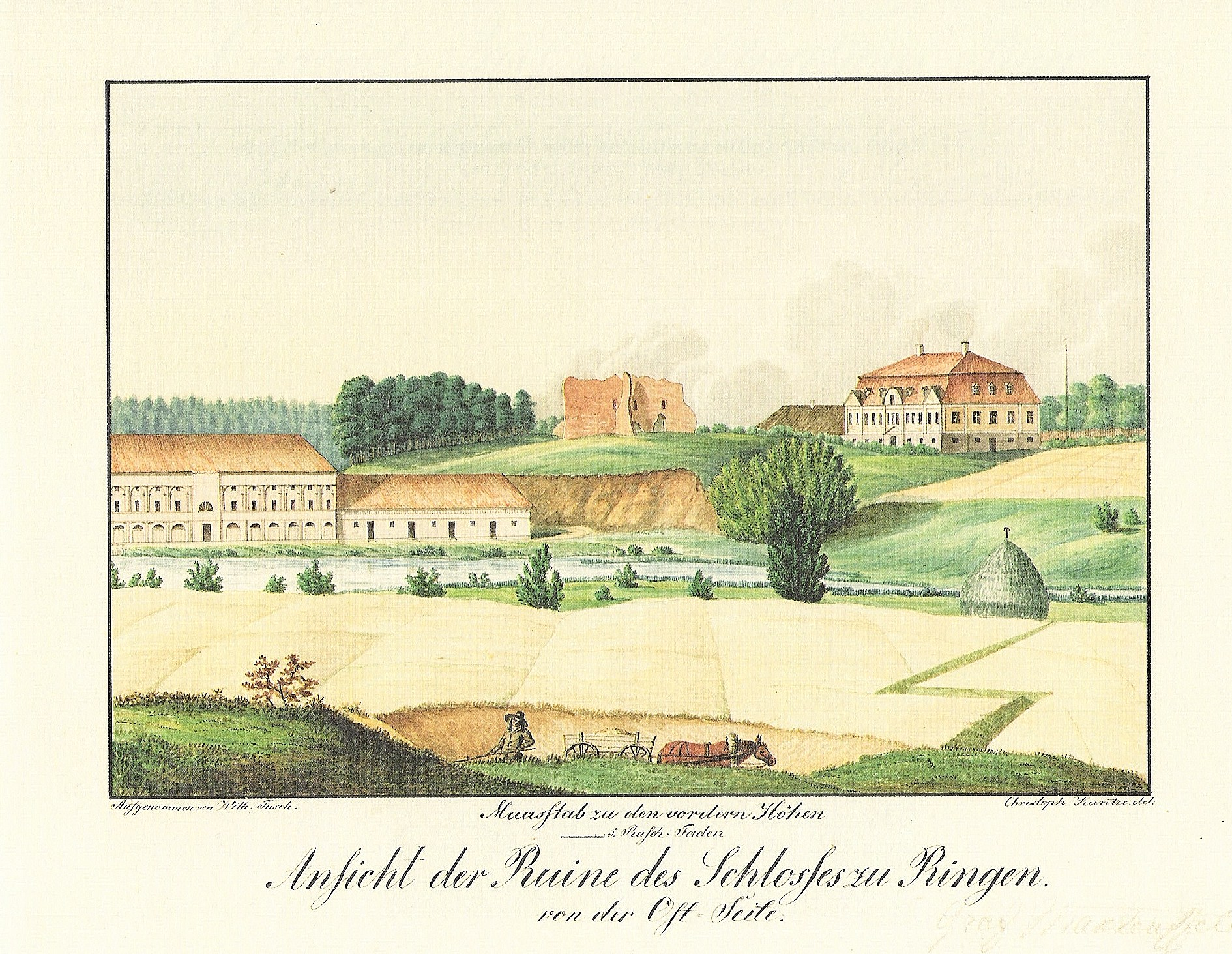
Prent van Wilhelm Tusch met de burchtruïne en daarnaast het landhuis, 19e eeuw
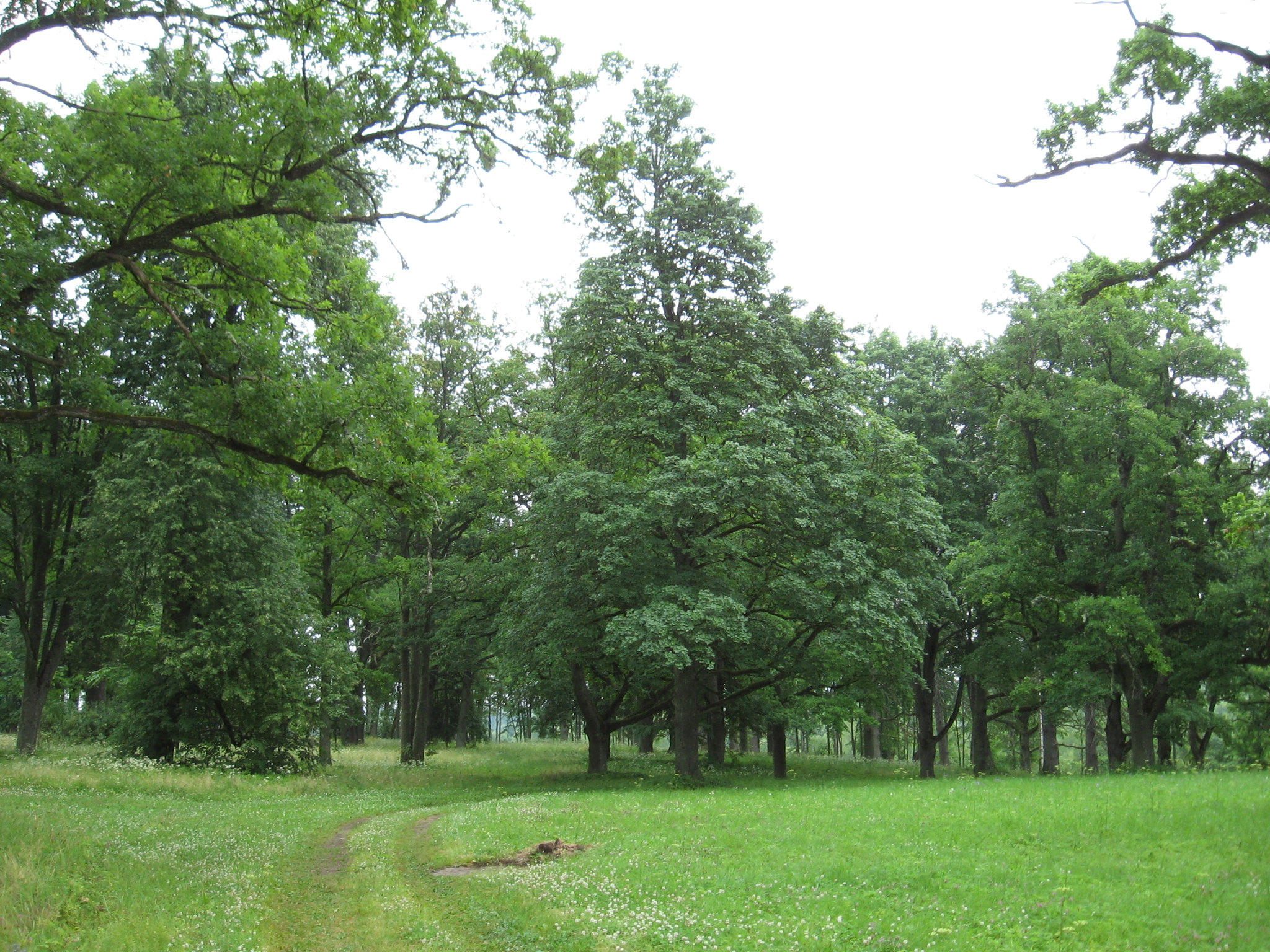
Park bij het vroegere landhuis